# FC Tschinvali
FC Tschinvali är en georgisk fotbollsklubb baserad i de georgiska städerna Gori och Tbilisi. Klubben spelade i den georgiska högstaligan, Umaghlesi Liga, fram till säsongen 2011/2012. Efter en säsong i Pirveli Liga tog man sig tillbaka till Umaghlesi Liga 2013/2014.
Klubben bildades 2007 som ersättning för den gamla klubben, FK Tschinvali som drog sig ur sommaren 2006. Klubbens hemmastadion är Tengiz Burdzjanadze-stadion i Gori. Efter att ha spelat flera säsonger i Umaghlesi Liga, slutade klubben säsongen 2011/2012 6:a i nedflyttningsslutspelet och flyttades ner till Pirveli Liga där man spelade en säsong. Man vann dock sin grupp och flyttades upp igen året därpå.

## Placering tidigare säsonger
| Säsong | Nivå | Liga            | Placering | Referens |
| ------ | ---- | --------------- | --------- | -------- |
| 2018   | 2    | Erovnuli Liga 2 | 9         | [ 1 ]    |
| 2019   | 2    | Erovnuli Liga 2 |           |          |